# أوليف شراينر
أوليف شراينر (بالإنجليزية: Olive Schreiner)‏ (من مواليد 24 مارس عام 1855- 11 ديسمبر عام 1920) مفكرة وكاتبة روائية ومناهضة للحرب (سلامية) من جنوب أفريقيا. من أشهر أعمالها راوية  قصة مزرعة أفريقية (عام 1883) والتي لاقت رواجًا واسعًا. تتناول هذه الرواية بشكل جريء المواضيع المعاصرة مثل اللاأدرية والاستقلال الوجودي والفردية والطموحات المهنية للمرأة والطبيعة الجوهرية للحياة في ظل الاستعمار.
في أواخر القرن العشرين، عيّن المفكرون شراينر كمتحدثة باسم الأفريكان (الأفارقة) وجماعات أخرى من أفريقيا الجنوبية ممن استُبعدوا عن السلطة السياسية لقرون عديدة مثل السكان الأصليين واليهود والهنود. على الرغم من أنها كانت تُبدي اهتمامًا في مذاهب مثل الاشتراكية والسلامية والنباتية والنسوية، لم تندرج آراؤها تحت أي تصنيف معين. سعت بكتاباتها وأعمالها المنشورة إلى الترويج لمبادئ وقيم ضمنية مثل التواضع والصداقة واستيعاب الأشخاص وتجنب الوقوع في شرك الراديكالية السياسية التي لطالما حاولت تفاديها. على الرغم من أنها مُفكرة حُرّة، لكنها تمسكت بالتعاليم الإنجيلية وبنَت رؤية علمانية من نهج والديها التبشيري متضمنة العنصر الروحي.
اشتُهرت شراينر برواية أخرى تحت عنوان من رجل إلى رجل (1926) التي نُشرت بعد وفاتها إذ لم تكن قد أتمت مراجعتها قبل ذلك. أًصدرت النسخة الأولى للرواية من قِبَل زوجها صاموئيل كورنرايت-شراينر. حُرّرت الرواية ونُشرت مجددًا من قِبل جامعة كايب تاون (على يد دوروثي درايفر). تضمنت هذه النسخة تصحيح العديد من الأخطاء الموجودة في الإصدار السابق. كما أضيفت لهذا الإصدار خاتمة أخرى، بلسان شراينر، بالإضافة إلى الخاتمة التي لخّصها زوجها.  قيل إن هذه الرواية كانت المفضلة لدى شراينر من بين كتاباتها الأخرى. من تعمقها في حجز النساء البيض إلى حياتهن اليومية في أواخر القرن التاسع عشر، تمتد الرواية بأوصالها لتشمل النساء والفتيات الملونات اللواتي كان وجودهن في الرواية يصرّح تدريجيًا بصراع الشخصية الجوهري عند شراينر لتُعيد خلق نفسها وتعلّم أولادها ضد العنصرية والتعصب الجنسي الذي كان سائدًا في ذلك الوقت. 

## السيرة الذاتية
كتب كاريل سكومان، وهو مؤرخ مهتم بشراينر في جنوب أفريقيا، أنها كانت شخصية بارزة في جنوب أفريقيا. وقد لخَّص النمط الأساسي لحياتها على النحو التالي، مُشيرًا إلى فترات وجودها خارج البلاد:
من وجهة نظر التسلسل الزمني، تُظهر حياة شراينر نمطًا مثيرًا للاهتمام. بعد أن أمضت الخمسة والعشرين الأولى من العمر في جنوب أفريقيا... استقرت في إنجلترا لأكثر من سبع سنوات، وتنقلت خلال هذه الفترة في أنحاء أوروبا. وبعد ذلك عاشت في جنوب أفريقيا لمدة أربع وعشرين سنة، أثناء صداقتها مع رودس وحرب البوير، واشتراكها المتزايد في قضايا مثل العنصرية؛ ولم تعد إلى جنوب أفريقيا إلا قبل موتها بفترة وجيزة في عام 1920. (أوليف شراينر: الحياة في جنوب أفريقيا 1855 – 1881، هيومان آند روسيو، كايب تاون، عام 1989). 

### سنواتها الأخيرة
عندما نشرت كتاب المرأة والعمل عام 1911، كانت شراينر تعاني من الربو، وتفاقمت حالتها إثر هجمات الخناق الصدري الحادة. وبعد عامين، سافرت بحرًا إلى إنجلترا لتلقي العلاج، ولكنها اضطرت إلى البقاء هناك بسبب اندلاع الحرب العالمية الأولى. أثناء هذه الفترة كان هدفها الأساسي هو الحركة السلامية؛ إذ كانت على اتصال بالمهاتما غاندي وغيره من الناشطين البارزين مثل إيميلي هوبهاوس وإليزابيث ماريا مولتينو وبدأت بتأليف كتاب عن الحرب اختُصرت أجزاء منه ونُشر تحت عنوان فجر الحضارة. وبذلك كان هذا كتابها الأخير. بعد الحرب، عادت إلى موطنها في كايب تاون، حيث توفيت أثناء نومها في منزلها الخشبي عام 1920. وقد دُفنت في وقت لاحق في مدينة كيمبرلي. وبعد وفاة زوجها، صامويل كورنرايت، أُخرجت جثتها وأُعيد دفنها إلى جانب طفلها وكلبها وزوجها فوق جبل بوفيلسكوب في المزرعة المعروفة باسم بوفيلشويك بالقرب من كرادوك في كيب الشرقية.

## روابط خارجية
- أوليف شراينر على موقع الموسوعة البريطانية (الإنجليزية)
- أوليف شراينر على موقع إن إن دي بي (الإنجليزية)